# Mark Napier (Eishockeyspieler)
Mark Robert Napier (* 28. Januar 1957 in Toronto, Ontario) ist ein ehemaliger kanadischer Eishockeyspieler, -trainer und -funktionär. Der rechte Flügelstürmer absolvierte unter anderem über 800 Spiele für die Canadiens de Montréal, Minnesota North Stars, Edmonton Oilers und Buffalo Sabres in der National Hockey League, wobei er mit Montréal und Edmonton jeweils einen Stanley Cup gewann.

## Karriere

### Jugend und WHA
Mark Napier spielte in seiner Jugend unter anderem für die Wexford Raiders, bevor er zur Saison 1973/74 zu den Toronto Marlboros in die Ontario Hockey Association wechselte, die ranghöchste Juniorenliga seiner Heimatprovinz. In seinem zweiten Jahr gelang ihm der Durchbruch in der mittlerweile umbenannten Ontario Major Junior Hockey League (OMJHL), indem er auf 130 Scorerpunkte in 61 Spielen kam und infolgedessen als punktbester rechter Flügelstürmer der Liga mit der Jim Mahon Memorial Trophy ausgezeichnet sowie ins OMJHL First All-Star Team gewählt wurde. Zudem hatte der Kanadier mit 48 Playoff-Punkten maßgeblichen Anteil daran, dass die Marlboros erst die Playoffs um den J. Ross Robertson Cup sowie auch den anschließenden Memorial Cup gewannen. Anschließend verließ Napier die OMJHL im Alter von 18 Jahren und schloss sich 1975 den Toronto Toros aus der World Hockey Association (WHA) an, bei denen er sich ebenfalls als regelmäßiger Scorer etablierte und nach seiner Debüt-Saison 1975/76 mit der Lou Kaplan Trophy als bester Rookie der WHA ausgezeichnet wurde. Er folgte dem Team, als es nach nur einem Jahr nach Birmingham verlegt wurde und dort fortan als Birmingham Bulls firmierte, und platzierte sich mit 60 Treffern auf Rang drei der ligaweiten Torschützenliste. In der Folge wurde auch die National Hockey League (NHL) auf den Angreifer aufmerksam, sodass er im NHL Amateur Draft 1977 an zehnter Position von den Canadiens de Montréal ausgewählt wurde, allerdings vorerst noch eine weitere Spielzeit bei den Bulls verbrachte.

### NHL
Napier wechselte zur Saison 1978/79 zu den Canadiens de Montréal, die zu diesem Zeitpunkt das Maß aller Dinge in der NHL darstellten. Mit ihm gewannen sie in den folgenden Playoffs 1979 ihren vierten Stanley Cup in Folge, während Napier somit bereits als NHL-Rookie seine erste Meisterschaft feiern durfte. Mit dem Beginn der 1980er Jahre endete die Vorherrschaft Montréals in der NHL, während sich im Team ein Generationenwechsel vollzog und Napier beginnend mit der Spielzeit 1980/81 mehr Verantwortung im Offensivbereich erhielt. Demzufolge erreichte der Flügelstürmer in den Saisons 1981/82 und 1982/83 jeweils die Marke von 40 Toren und erzielte 1981/82 mit 81 Scorerpunkten auch seinen persönlichen Karriere-Bestwert. Zudem erbrachten ihm seine Leistungen eine Berufung in die kanadische Nationalmannschaft, mit der er bei der Weltmeisterschaft 1982 die Bronzemedaille gewann.
Im Oktober 1983 wurde Napier samt Keith Acton und einem Drittrunden-Wahlrecht für den NHL Entry Draft 1984 an die Minnesota North Stars abgegeben, die im Gegenzug Bobby Smith nach Montréal schickten. In Minnesota konnte er allerdings kaum an seine bisherigen Leistungen anknüpfen und wurde nach etwas mehr als einem Jahr im Januar 1985 zu den Edmonton Oilers transferiert, während die North Stars Gordon Sherven und Terry Martin erhielten. Mit den Oilers, dem amtierenden Meister und neuen Primus der Liga, gewann Napier am Saisonende seinen zweiten Stanley Cup und verpasste einen weiteren Erfolg im Jahr darauf durch eine Niederlage im Division-Finale gegen die Calgary Flames. 1987 und somit eine weitere Saison später sollte Edmonton den Stanley Cup erneut gewinnen, allerdings hatten sie Napier bereits im März 1987 samt Lee Fogolin junior an die Buffalo Sabres abgegeben und im Gegenzug Normand Lacombe und Wayne Van Dorp erhalten; zudem tauschten die Teams ihre Viertrunden-Wahlrechte im NHL Entry Draft 1987.
In Buffalo war Napier zwei weitere Saisons aktiv, bevor sein Vertrag nach der Spielzeit 1988/89 vorerst nicht verlängert wurde. Anstatt im Trainingslager der Sabres um einen neuen Kontrakt zu spielen, entschloss sich der Kanadier, seine Karriere stattdessen in Italien ausklingen zu lassen. Insgesamt hatte er in 849 NHL-Spielen 253 Tore und 583 Punkte erzielt.

### Italien und Karriereende
Mit Beginn der Saison 1989/90 lief Napier in der Serie A1 für den HC Bozen auf, wurde mit herausragenden 140 Punkten in nur 36 Spielen zum Topscorer und besten Torschützen (68) der Liga und feierte mit dem Team am Saisonende die italienische Meisterschaft. Die Spielzeit 1990/91 verbrachte er beim HC Varese, wobei er die Liga erneut in Toren und Punkten anführte, sowie im Rahmen von fünf Playoff-Spielen beim HC Lugano in der Schweizer Nationalliga A, bevor er zum HC Devils Milano wechselte und mit dem Team 1992 und 1993 zwei weitere Male die Meisterschaft gewann. 1993 erklärte Napier seine aktive Karriere endgültig für beendet.
Anschließend trat der Kanadier kurzzeitig als Trainer in Erscheinung, indem er von 1997 bis 1998 die Toronto St. Michael’s Majors aus der Ontario Hockey League trainierte. Zudem nahm er am NHL Heritage Classic 2003 teil. Später war er zwölf Jahre lang als Direktor der NHL Alumni Association tätig, bevor er von dieser Position zum Ende des Jahres 2016 zurücktrat. Zuletzt war er in dieser Funktion in die Kritik geraten, da sich die Alumni im Zusammenhang mit der möglichen Sammelklage rund um die Folgen von Gehirnerschütterungen (Postkommotionelles Syndrom) nicht adäquat vertreten sahen.

## Erfolge und Auszeichnungen
| - 1975 Jim Mahon Memorial Trophy - 1975 OMJHL First All-Star Team - 1975 J.-Ross-Robertson-Cup-Gewinn mit den Toronto Marlboros - 1975 Memorial-Cup-Gewinn mit den Toronto Marlboros - 1976 Lou Kaplan Trophy - 1979 Stanley-Cup-Gewinn mit den Canadiens de Montréal - 1985 Stanley-Cup-Gewinn mit den Edmonton Oilers - 1990 Italienischer Meister mit dem HC Bozen | - 1990 Topscorer der Serie A - 1990 Bester Torschütze der Serie A - 1991 Topscorer der Serie A - 1991 Bester Torschütze der Serie A - 1992 Italienischer Meister mit dem HC Devils Milano - 1992 Alpenliga-Gewinn mit dem HC Devils Milano - 1993 Italienischer Meister mit dem HC Devils Milano |

### International
- 1982 Bronzemedaille bei der Weltmeisterschaft

## Karrierestatistik

### International
Vertrat Kanada bei:
- Weltmeisterschaft 1982

(Legende zur Spielerstatistik: Sp oder GP = absolvierte Spiele; T oder G = erzielte Tore; V oder A = erzielte Assists; Pkt oder Pts = erzielte Scorerpunkte; SM oder PIM = erhaltene Strafminuten; +/− = Plus/Minus-Bilanz; PP = erzielte Überzahltore; SH = erzielte Unterzahltore; GW = erzielte Siegtore; 1 Play-downs/Relegation; Kursiv: Statistik nicht vollständig)

## Persönliches
Sein Schwager Pat Hughes war ebenfalls NHL-Profi, mit dem er zeitweise gemeinsam in Montréal und Edmonton spielte und mit dem er sich seine beiden Stanley-Cup-Erfolge teilte.